# El Diario de Santiago
El Diario de Santiago, fou un periòdic gallec editat entre 1872 i 1879 en Santiago de Compostela.
Subtitulat De intereses materiales, noticias y anuncios, fou un periòdic liberal fundat per Manuel Bibiano Fernández. El primer número aparegué l'1 de juliol de 1872. Dirigit per Manuel Bibiano Fernández i Alfredo Vicenti, comptà amb la col·laboració d'Alberto de Quintana. Fou la continuació de La Gacetilla de Santiago. Va tenir molts problemes i una forta censura eclesiàstica (fou excomunicat pel cardenal Payá). Canvià el seu nom pel de Gaceta de Galicia en 1879.